# Escitalopram
Escitalopram (Handelsname Cipralex, Lexapro, diverse Generika) ist ein Arzneistoff aus der Gruppe der selektiven Serotonin-Wiederaufnahmehemmer (SSRI). Er wird in der Behandlung von Depressionen, Panikstörungen, sozialen Phobien, generalisierten Angststörungen und Zwangsstörungen verwendet.
Chemisch handelt es sich um das pharmakologisch wirksame Enantiomer (Eutomer) des Arzneistoffs Citalopram.

## Wirkmechanismus und Wirksamkeit
Escitalopram wirkt in gleicher Weise wie racemisches Citalopram und andere SSRI, indem es selektiv die Wiederaufnahme von Serotonin aus dem synaptischen Spalt hemmt. Dadurch steigt die Konzentration des Botenstoffs Serotonin im synaptischen Spalt. Es wird vermutet, dass dies eine höhere Serotonin-Konzentration im zentralen Nervensystem bewirkt. Serotonin wirkt dort als Botenstoff bei Prozessen, die die Psyche beeinflussen und die Stimmungslage und die psychische Antriebskraft verbessern können.
Eine Meta-Analyse von 2009 zeigte einen sehr geringfügigen, jedoch statistisch signifikanten Wirksamkeitsvorteil von Escitalopram gegenüber anderen SSRIs und SNRIs bei einem minimal geringeren Auftreten von Nebenwirkungen. Die Vorteile, vor allem die Kosten-Nutzen-Relation gegenüber Generika etablierter Medikamente der gleichen Wirkstoffklasse, werden in mehreren Publikationen in Frage gestellt. Insbesondere konnte ein Wirkvorteil oder eine Verringerung von unerwünschten Wirkungen im Vergleich zu Citalopram nicht belegt werden. Mittlerweile sind auch günstige Generika von diversen Herstellern verfügbar.

## Unerwünschte Wirkungen
Eine der häufigsten unerwünschten Wirkungen ist Übelkeit, die bei mehr als 10 % der Patienten auftritt. Bei 1 bis 10 % der Patienten kommt es außerdem zu Durchfall und Erbrechen, Schlaflosigkeit, Schläfrigkeit oder Schwindel, vermehrtem Schwitzen, vermindertem Appetit, Müdigkeit oder Fieber. Häufig sind Libido- oder Orgasmus-, Ejakulations- oder Potenzstörungen und Gewichtszunahme. Viele dieser Nebenwirkungen treten vermehrt in der ersten oder zweiten Behandlungswoche auf und nehmen bei fortgesetzter Behandlung an Intensität und Häufigkeit ab. Einige der Nebenwirkungen können auch nach dem Absetzen des Medikaments noch eine erhebliche Zeit oder dauerhaft fortbestehen, siehe Post-SSRI Sexual Dysfunction.
Hohes Fieber, Erregung, Verwirrtheit, Zittern und kurze, ruckartige Zuckungen einzelner Muskeln können Anzeichen des selten auftretenden sogenannten Serotonin-Syndroms sein.
Escitalopram führt dosisabhängig zu einer QT-Intervall-Verlängerung im EKG. Ferner wurden nach der Markteinführung vereinzelt ventrikuläre Arrhythmien, darunter auch Torsade-de-Pointes-Tachykardien beobachtet. Wie schon bei Citalopram wurden Gegenanzeigen sowie die Warnhinweise und gebotenen Vorsichtsmaßnahmen für die Anwendung von Escitalopram im Dezember 2012 entsprechend aktualisiert.

## Pharmakokinetik
Die Resorption aus dem Magen-Darm-Trakt nach oraler Einnahme ist nahezu vollständig und unabhängig von der Nahrungsaufnahme. Das scheinbare Verteilungsvolumen beträgt etwa 12–26 ml/kg. Die Plasmaproteinbindung von Escitalopram und seinen Hauptmetaboliten liegt unter 80 %.
Escitalopram wird in der Leber zu demethylierten und didemethylierten Metaboliten umgewandelt, die ebenso wie Escitalopram pharmakologisch aktiv sind. Die Biotransformation zu den demethylierten Metaboliten findet hauptsächlich über das Cytochrom-P450-2C19-Isoenzym statt. Sowohl das Escitalopram als auch seine Metaboliten werden zum Teil als Glucuronide ausgeschieden. Die Eliminationshalbwertszeit beträgt nach Mehrfachgabe etwa 30 Stunden, die Hauptmetaboliten haben eine erheblich längere Plasmahalbwertszeit als die Muttersubstanz.
Die Elimination von Escitalopram erfolgt sowohl über die Leber (durch Biotransformation) als auch über die Niere. Der größte Teil der Dosis wird in Form von Metaboliten über den Urin ausgeschieden.

## Wechselwirkungen mit anderen Arzneimitteln
Schwerwiegende Nebenwirkungen in Form eines Serotonin-Syndroms können in Kombination mit nicht selektiven irreversiblen Monoaminoxidase-Hemmern (MAO-Hemmern), mit reversiblen selektiven MAO-A-Hemmern und dem nicht selektiven reversiblen MAO-Hemmer und Oxazolidinon-Antibiotikum Linezolid auftreten, weswegen diese Kombinationen kontraindiziert sind. Besondere Vorsichtsmaßnahmen erfordert die Kombination mit Selegilin (MAO-B-Hemmer), serotonergen Arzneistoffen und Arzneimitteln, die die Schwelle für Krampfanfälle herabsetzen, ferner mit Lithium, Tryptophan, Johanniskraut und oralen Antikoagulantien.
Ein Wechsel zwischen Escitalopram und MAO-Hemmern darf nur unter sorgfältiger ärztlicher Kontrolle erfolgen und es müssen therapiefreie Tage eingeschaltet werden.
Bei einem Wechsel von Moclobemid zu Escitalopram muss mindestens ein Tag zwischen der letzten Einnahme des Moclobemids und der ersten Einnahme von Escitalopram gewartet werden. Bei einem Wechsel von Escitalopram zu Moclobemid muss ein Escitalopram-freies Intervall von 7 Tagen abgewartet werden.

## Anwendung in Schwangerschaft und Stillzeit
Escitalopram sollte bei schwangeren Frauen nur wenn unbedingt notwendig und nur nach sorgfältiger Abwägung von Nutzen und Risiko angewendet werden. Plötzliches Absetzen während der Schwangerschaft sollte vermieden werden.
Es ist davon auszugehen, dass Escitalopram in die Muttermilch übergeht. Daher sollte während der Behandlung nicht gestillt werden.

## Absetzsyndrom
Nach längerer Anwendung von SSRIs können bei plötzlichem Therapieabbruch bei einigen Patienten Absetzerscheinungen auftreten. Dies können Schwindel, Kopfschmerzen, Übelkeit, Parästhesien, Tremor, Angst, Palpitation, vermehrtes Schwitzen, Nervosität und Schlafstörungen sein. Deswegen wird die Behandlung üblicherweise nicht abrupt, sondern ausschleichend beendet.

## Handelsnamen
Cipralex, Seroplex (F), Lexapro (USA), Escitalex (D), Pramulex (AT)